# Дорогі товариші!
«Дорогі товариші!» — історична драма режисера Андрія Кончаловського, присвячений розстрілу протестувальників в Новочеркаську (Ростовська область, РСФСР) 1962 року. Він вийшов в прокат 12 листопада 2020 року. Картина була включена в основну конкурсну програму 77-го Венеціанського кінофестивалю і отримала спеціальний приз журі. Номінована від Росії на премію «Оскар».

## Сюжет
Фільм розповідає про розстріл демонстрації робітників у Новочеркаську в 1962 році. Людмила (Юлія Висоцька) — партійна працівниця місцевого міськкому, переконана комуністка, колишня фронтовичка, самотня мати, яка в результаті військово-польового роману в 1944 році народила єдину дочку Світлану. Людмила живе з дочкою і батьком. Повертаючись вранці додому від коханця, першого секретаря того ж міськкому, вона забігає в гастроном, де народ штовхається в черзі за кефіром. Її проводять у підсобку, де видають номенклатурний дефіцит: пакет цукерок, банку шпротів і шматок ковбаси на бутерброди, а також імпортний лікер.
Під час страйку робітників на «Новочеркаському електровозобудівному заводі» (НЕВЗ), що почався після хрущовського підвищення цін на молоко і м'ясо з 1 червня 1962 року, Людмила з іншими членами міськкому і першим секретарем обкому Басовим А. В. опинилася в пастці: заводоуправління оточує натовп, від якого керівників міста і області переховують у підвалі. Через кілька годин очікування їх звідти виводять через підземний колектор бійці спецназу. Місто блокують військові підрозділи і бронетехніка.
Наступного дня на нараді в міськкомі партії за участю прибулих з Москви членів Президії ЦК КПРС Козлова і Мікояна Людмила закликає застосовувати до повстанців жорсткі заходи. Тим часом натовп демонстрантів рухається від селища НЕВЗ до центру міста з портретами Леніна і гаслами, серед яких виділяється «Хрущова на ковбасу!». Військові їм не перешкоджають. Члени Політбюро ледь встигають виїхати з міськкому, а будівлю починає штурмувати натовп. Керівникам міста пропонують теж покинути будівлю. Затримавшись на сходах, Людмила помічає невідомого зі снайперською гвинтівкою в футлярі від віолончелі, що пробирається на горище. Вийшовши в безпечне місце, вона тривожиться за дочку і вирушає назад до міськкому на пошуки Світлани. У цей час на площі перед міськкомом починається стрілянина і паніка. Людмила стає свідком загибелі десятків невинних людей.
Прибула з Москви урядова комісія на чолі з Козловим і Мікояном наказує приховати факт масового страйку в СРСР і загибелі людей.
Під час розстрілу на площі зникає дочка Світлана. Людмила заявляє офіцеру КДБ Віктору, що вона сама приведе доньку, коли вона з'явиться. Батько Людмили дістає зі старої скрині православну ікону і козацьку форму. Він читає Людмилі лист, у якому описується червоний терор проти козаків, і одягається в форму, а ікону ставить на чільне місце.
Світлана не повернулась, тож вранці Людмила кидається на пошуки. Вона йде в лікарню, де з усіх працівниць беруть підписку про нерозголошення інформації, а деяких заарештовують на місці за участь у заворушеннях. Літній лікар в моргу показує їй убитих, серед яких лише одна дівчина, і це не Світлана. І каже, що деякі тіла були вивезені і поховані за межами міста. У пошуках несподівано починає допомагати той самий офіцер місцевого відділення КДБ, Віктор. Він вивозить Людмилу на своїй машині з заблокованого міста.
В одній з станиць Віктор, погрожуючи пістолетом літньому місцевому дільничному міліціонеру, який теж дав підписку про нерозголошення, домагається, щоб той показав безіменні поховання. В одній з могил імовірно похована дівчина, чиї прикмети збігаються з прикметами Світлани. Людмила кидається розкопувати могилу, Віктор її зупиняє. Вони вирушають назад у Новочеркаськ, Людмила плаче і дивується, як це поховали людей, у яких на могилах навіть пам'ятника не буде. Віктор привозить горюючу матір додому, а в місті готується організований комсомолом вечір танців. Віктор висловлює надію на нову зустріч з Людмилою, але та не звертає уваги і йде додому. Там виявляється, що Світлана жива. Мати знаходить її на даху будинку і втішає зі словами «Ми станемо кращими».

## У ролях
- Юлія Висоцька — Людмила Данилівна Сьоміна, завідуюча сектором відділу промисловості Новочеркаського міськкому КПРС
- Андрій Гусєв — Віктор, старший оперуповноважений Новочеркаського УКДБ
- Сергій Ерліш — дід
- Юлія Бурова — Світлана, дочка Людмили Сьоміної
- Анатолій Петрунин — генерал МВС
- Олександр Маскелайн — професор Оводів
- Владислав Комаров — Олег Миколайович Логінов, 1-й секретар Новочеркаського міськкому КПРС
- Дмитро Костяев — Олександр Басов, 1-й секретар Ростовського обкому КПРС
- Олег Цветановіч — генерал армії Ісса Плієв, командувач військами Північно-Кавказького військового округу
- Петро Ольов — Фрол Козлов, член Президії ЦК КПРС, секретар ЦК КПРС
- Георгій Піпінашвілі — Анастас Мікоян, член Президії ЦК КПРС, перший заступник Голови Ради міністрів СРСР
- Роман Калькаев — Леонід Іллічов, секретар ЦК КПРС голова Ідеологічною комісії ЦК КПРС
- В'ячеслав Пигарев — Борис Курочкін, директор заводу
- Артем КРИСІН — Борис Семашкін
- Ксенія Комарова — Тамарка
- Єгор Гордієнко — слідчий
- Ольга Васильєва — продавчиня Валя
- Юрій Гришин — дільничний Гусєв

## Створення
Зйомки фільму проходили на місці подій, в Ростовській області, а також у павільйоні в Лужниках. Головну роль виконала дружина режисера Юлія Висоцька, яка народилася в Новочеркаську; в зйомках було зайнято безліч непрофесійних акторів. У масових сценах брало участь близько 500 осіб. Зйомки закінчилися у вересні 2019 року. Прем'єра фільму була запланована на травень 2020, але була відкладена через пандемію коронавіруса. Перший показ відбувся 7 вересня 2020 року в рамках 77-го Венеціанського кінофестивалю. 18 вересня 2020 року картину закривала 31-й Кінотавр. 10 жовтня фільм був показаний в Ризі на фестивалі "Балтійська перлина". Прем'єра фільму призначена на 9 листопада 2020 року. Вихід в російський прокат — 12 листопада 2020 року.

## Нагороди
- 2020 року — Спеціальний приз журі Венеціанського кінофестивалю
- 2020 року — Приз за кращу режисуру Міжнародного кінофестивалю в Чикаго

## Цитати
8 лютого 2021 року в інтерв'ю Ксенії Собчак режисер фільму Андрій Кончаловський зазначив: «Це радянський фільм радянського режисера!»